# Theridion cassinicola
Theridion cassinicola là một loài nhện trong họ Theridiidae.
Loài này thuộc chi Theridion. Theridion cassinicola được Eugène Simon miêu tả năm 1907.